# کاشت مغزی

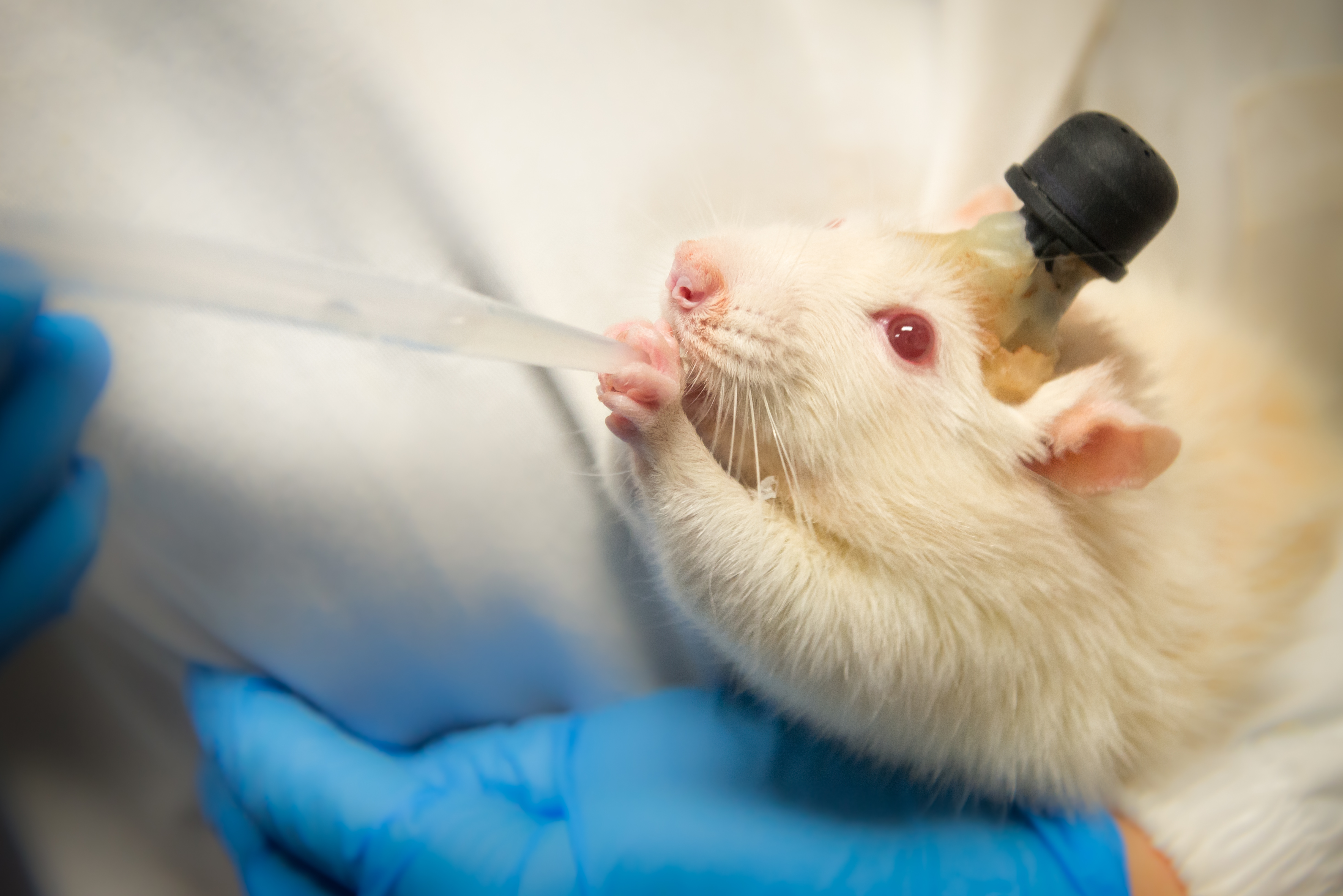
موش آزمایشگاهی با اجزاء مصنوعی کاشته شده در مغز که برای ثبت فعالیت عصبی مورد استفاده قرار گرفته است.

کاشت مغزی یا کاشت اجزاء مصنوعی در مغز (به انگلیسی: Brain implant)، اجزاء مصنوعی کاشته شده در مغز، که غالباً به آنها جزء مصنوع عصبی گفته می‌شود، نوعی ابزار فنی هستند که به‌طور مستقیم به دستگاه عصبی یک ارگانیسم زیستی متصل می‌شوند. این اتصال معمولاً در سطح و در قشر خاکستری مغز صورت می‌گیرد. هدف معمول از کاشت اجزاء مصنوعی در دستگاه عصبی، ترمیم و جایگزینی اجزاء و نواحی آسیب دیده مغز پس از سکته مغزی یا آسیب‌های دیگر در ناحیه سر است.
منظور از جایگزینی، تقلید از کارکردهای طبیعی اجزاء دستگاه عصبی مانند قابلیت کسب تجارب حسی است. برای مثال منظور از انتقال پیام‌های عصبی حس بینایی، از اندام حسی چشم، به مرکز بینایی در مغز یا دستگاه مصنوعی، تبدیل و نمایش است. در مطالعات آزمایشگاهی که بیشتر روی جانوران انجام می‌شود، از این فناوری، در خدمت کشف و ثبت فعالیت‌های عصبی جاندار استفاده می‌گردد. اجزاء مصنوعی که توسط اعمال جراحی در دستگاه عصبی ارگانیزم زنده پیوند زده می‌شوند، می‌توانند نقش رابط بین دستگاه طبیعی و مصنوعی مانند پیوند بافت عصبی به مدار مجتمع رایانه را داشته باشند. این شیوه فنی بخشی از نظام تحقیقاتی گسترده‌تری به نام واسط مغز و رایانه است. فناوری‌های واسط مغز و رایانه همچنین شامل شیوه‌هایی مانند (نوار مغزی) می‌شود که نیازی به عمل جراحی ندارند.

پیوند اجزاء مصنوعی در دستگاه عصبی بیماران، مانند تحریک عمیق مغز و تحریک عصب واگ به‌طور فزاینده‌ای در افراد مبتلا به بیماری‌های پارکینسون و افسردگی بالینی، عادی می‌شوند.

## هدف و طرز کار
اجزاء مصنوعی پیوندی، می‌توانند، پیام‌های عصبی شبکه طبیعی اعصاب را مسدود، تقویت یا ضبط کنند یا با ارسال پیام‌های جعلی نقاط خاصی در مغز را تحریک کنند. همچنین این واحدهای مصنوعی می‌توانند، ترکیبی از این اعمال را اجرا کنند. بازداری از تولید یا انتقال پیامهای عصبی تنها در مواردی ممکن است که تأثیر و طرز عمل این پیامها و مراکز مربوط به آنها به اندازه کافی شناخته شده باشد.

به دلیل پیچیدگی فرایند پردازش عصبی؛ و عدم یا دشواری دسترسی به پیام‌های عصبی حاصل از پتانسیل عمل، استفاده از فنون تصویربرداری، توسط کاربرد ابزار پیوندی در مغز، تا پیشرفت‌های اخیر در علوم اعصاب و تقویت توان پردازش رایانه‌ها، به‌طور جدی محدود شده بود.

در حال حاضر تحقیقات زیادی پیرامون شیمی سطح تماس اجزاء مصنوعی پیوندی در دستگاه عصبی انجام می‌گیرد تا عوارض منفی و متقابل اجزاء مصنوعی و اجزاء زیستی را در هنگام فعالیت، به حداقل ممکن برسانند. به گونه ای که فعالیت واحدهای زیستی یا مصنوعی کمتر دچار اختلال در اثر خصوصیات شیمیایی و مکانیزم‌های زیستی قرار گیرند.
محققان همچنین در حال بررسی طیف وسیعی از شیوه‌های انتقال و تحویل واحدهای مصنوعی، مثلاً از طریق رگ‌ها هستند، که به اعمال جراحی نیاز نداشته باشند. جراحی و باز کردن جمجمه مخاطرات سکته مغزی یا اختلالات دائمی در دستگاه عصبی را به همراه دارد؛ بنابراین یافتن روش‌های بی‌نیاز به جراحی مغز، ارزش زیادی داشته و در دستور کار تحقیقات قرار دارند.

## مطالعه و کاربرد

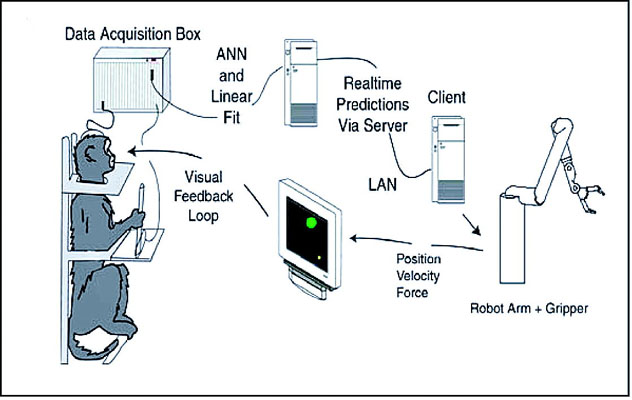
تصویری که استفاده از میمونهای رزوس، در مطالعات مربوط به پیوند اجزاء مصنوعی در مغز را به نمایش گذاشته است.

پژوهش‌ها و تلاش برای ترمیم و جایگزینی توانایی‌های حسی، از سال ۱۹۷۰ میلادی، به ویژه در مورد حس بینایی، با پیشرفت قابل توجهی همراه بوده است. به دلیل آگاهی بیشتر از عملکرد مکانیزم‌های حس بینایی، کاشت چشم که اغلب شامل پیوند تراشه‌های مغزی ترمیمی یا نظارتی نیز می‌شود با موفقیت به انجام رسیده و به نمایش گذاشته شده است. برای حس شنوایی، از پیوند اجزاء مصنوعی در حلزون گوش، به منظور تحریک مستقیم اعصاب شنوایی استفاده می‌شود. هر چند اعصاب مربوط به گوش داخلی بخشی از دستگاه عصبی پیرامونی است، اما سطح تماس و محل پیوند در آن، شباهت کامل به پیوندهای مغزی دارد.

برنامه‌های متعدد در ضبط فعالیت مغز جانوران در دوره‌های طولانی با موفقیت انجام و به نمایش گذاشته شده‌اند. از مدت‌ها پیش، یعنی از سال ۱۹۷۶ میلادی، محققان مؤسسه ملی سلامت به سرپرستی ادوارد اشمیت با استفاده از الکترودهای ثابت موفق شده بودند، پتانسیل عمل مولد پیام‌های عصبی در مراکز حرکتی قشر خاکستری مغز میمون‌های رزوس را ضبط کنند. از جمله ضبط فعالیت تا حد سلول عصبی به صورت منفرد در یک دوره به مدت بیش از ۳۰ روز و در بهترین موارد در دوره‌هایی که چند سال ادامه داشته است.

الکترودهای ثابت از ایریدیوم خالص ساخته شده و با پریلن عایق شده بودند، موادی که در حال حاضر در اجرای برنامه‌های مربوط به واسط مغز و رایانه نیز از آنها استفاده می‌شود. امروزه از این فناوری در آزمایشگاه‌های مربوط به ساخت اجزاء مصنوعی دستگاه بینایی، اندام‌های حرکتی و دیگر موارد نیازمند به مواد زیست سازگار و واسط مغز و رایانه، بهره‌برداری می‌شود.

سایر گروه‌های آزمایشگاهی، تجهیزات خاص خود را تولید می‌کنند تا قابلیت‌های انحصاری که در بازار عمومی موجود نیست، ارائه دهند.

این پیشرفت‌های گشایشی عبارتند از: مطالعه روند عملکرد مغز در تشکیل پیوندهای جدید عصبی در حین یادگیری تفکیک یک تجربه حسی از یک تجربه حسی متفاوت، اداره و هدایت مکانیزم‌های حرکتی، توسط فعالیت هدفمند مغزی در موش و میمون، اداره و هدایت مکانیزمهای حرکتی از راه دور توسط فعالیت مغزی هدفمند در میمون و انسان نظارت و هدایت حرکت حشراتی مانند سوسک از راه دور. 
انتقال دریافت حسی و صدور فرمان حرکتی از انسانی به انسان دیگر نیز به صورت رسمی ثبت و گزارش شده است. در حال حاضر مؤسساتی، نمونه‌های اولیه اندام حرکتی مصنوعی در انسان، که توسط فعالیت ارادی مغز عمل می‌کند را به کار گرفته‌اند. عمر مفید این اندام که مجهز به حسگرهای مربوط نیز هستند، هنوز بیشتر از چند ماه نیست.
تحقیقات زیادی نیز در زمینه شیمی سطح تماس واحدهای مصنوعی با بافت زیستی اعصاب، در حال انجام است. این تحقیقات، تلاش برای طراحی محصولاتی است که تأثیرات منفی متقابل واحدهای فعال مصنوعی و طبیعی پیوندی در آنها به حداقل ممکن رسیده باشد.

نوع دیگری از تراشه قابل پیوند در دستگاه اعصاب که تحت مطالعه است واحدهای سیلیکونی ترمیم حافظه است که پردازش پیامهای صادر شده توسط سلولهای عصبی را تقلید و جعل می‌کند و به مغز اجازه می‌دهد خاطرات طولانی مدت ایجاد کند.

در سال۲۰۱۶ میلادی، پژوهشگران دانشگاه ایلینوی در اربانا-شمپین، نوعی حسگرهای کوچک مغزی را برای اعمال نظارت بر بیماران، بعد از عمل جراحی معرفی کردند که خود به خود وقتی عمر مفید آنها سپری شود، جذب بدن شده و از بین می‌روند.

در سال ۲۰۲۰ میلادی، پژوهشگران فارغ‌التحصیل دانشگاه ملبورن، که در سال ۲۰۱۶ یک شرکت مستقل تأسیس کرده بودند موفق شدند بدون نیاز به جراحی و باز کردن مغز از طریق سیاهرگ گردن، عمل پیوند را انجام دهند. این فناوری، بیماران را قادر می‌سازد که به رایانه تنها به وسیله فعالیت فکری فرمان دهند. در ادامه، امید می‌رود که این فناوری بتواند در تشخیص و درمان مجموعه ای از بیماریها مانند صرع و پارکینسون مفید واقع شود.

## مطالعات و کاربرد نظامی

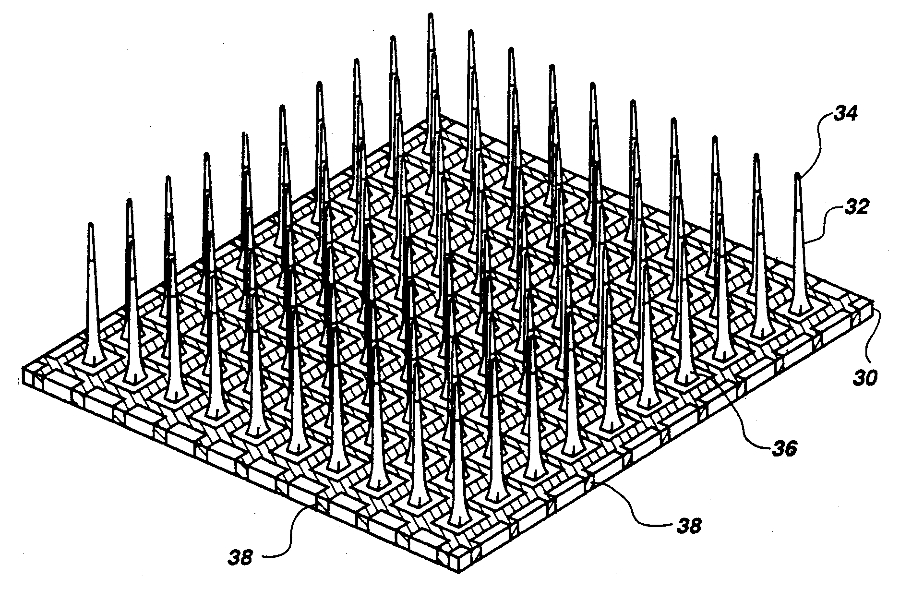
وسیله الکترونیکی طراحی شده برای آمریکا

آژانس پروژه‌های پژوهشی پیشرفتهٔ دفاعی (دارپا)، وابسته به وزارت دفاع آمریکا، به‌طور رسمی تمایل خود به تجهیز حشرات به منظور استفاده در برنامه‌های نظامی را اعلام کرده است. یکی از طرح‌های مطالعاتی این سازمان، انتقال اطلاعات از طریق حسگرهایی است که در مرحله شفیرگی به حشرات پیوند زده می‌شود. قصد، هدایت حرکت حشره از طریق سامانه میکرو الکترومکانیکی است. یک حشره تجهیز شده را می‌توان در یک محدوده مشخص، به منظور بررسی یا کشف مواردی چون وجود مواد منفجره یا گاز استفاده کرد. به همین ترتیب، مؤسسه نامبرده در تلاش است تا از طریق فناوری مشابه و پیوند تراشه و زیرتراشه در دستگاه عصبی کوسه ماهی، بتواند حرکات کوسه ماهی را از راه دور هدایت کند. هدف از تجهیز کوسه ماهی به این فناوری، بهره‌برداری از توانایی‌های منحصر به فرد حسی کوسه ماهی، برای دریافت اطلاعت بازخورد، از حرکت کشتی دشمن یا محموله‌های مواد منفجره در آب و زیر آب است.

در سال ۲۰۰۶ میلادی، پژوهشگران دانشگاه کرنل یک روش جراحی جدید را برای پیوند ساختارهای مصنوعی در حشرات، تحت مراحل رشد دگردیسی ابداع کردند. اولین حشرات سایبورگ، که توسط همین محققان به نمایش گذاشته شده‌اند، پروانه‌هایی بودند که وسایل الکترونیکی به خوبی در سینه آنها جای گرفته و با بافت زیستی حشره یکپارچگی پیدا کرده بود. موفقیت اولیه این فناوری، منجر به افزایش مطالعات و ایجاد برنامه ای به نام سیستم‌های میکرو الکترو مکانیکی حشرات نیمه مصنوعی (HI-MEMS) شده است. به گفته  دفتر فناوری میکروسیستم‌های دارپا، هدف این برنامه توسعه ارتباط تنگاتنگ ماشین و حشرات، با قرار دادن سیستم‌های میکرو مکانیکی، در داخل حشرات در مراحل اولیه دگردیسی است.

پیوند الکترود در دستگاه اعصاب سوسک، از هم اینک با موفقیت به وقوع پیوسته است. الکترودهای پیوندی، انسان را قادر می‌سازد که حرکات حشره را از راه دور نظارت و هدایت کند. هر چند آزمایشهای انجام شده هنوز به نتایج قطعی دست نیافته‌اند، اما یافته‌های فعلی، اساس فناوری تنظیم و هدایت حرکات حشره، از طریق امواج رادیو مغناطیسی را نشان داده و حمایت می‌کنند. آژانس پروژه‌های پژوهشی پیشرفتهٔ دفاعی (دارپا)، وابسته به وزارت دفاع آمریکا، در حال حاضر، نظر به ظرفیت کاربرد مفید این فناوری در امور نظامی، بودجه یکسری مطالعات در این زمینه را فراهم می‌کند.